# Viki (ウェブサイト)
Vikiは、世界中のTV番組、映画、ミュージック・ビデオ等の映像のストリーミングをオンデマンドで提供するシンガポールのウェブサイトである。企業はシンガポール、サンフランシスコ、インドネシア、ソウルにオフィスを置く。
Vikiという名前は、videoとwikiという言葉を組み合わせた造語であり、コンテンツ管理にボランティアを用いることを意味する。企業は、2011年1月にCrunch賞を受賞した。

## 歴史
ラズミッグ・ホヴァギミアン、Changseong Ho、Jiwon Moonは、2007年にVikiを設立した。当初の資金は、伊藤穰一が率いるシンガポールのベンチャーファンドNeoteny Labsと、LinkedInの共同設立者リード・ギャレット・ホフマンが提供した。企業は、政府の支援とアジア地域のハブ機能を得るために2008年にシンガポールに移転した。2010年12月、Vikiはソフトウェアのβ版段階を終了し、サービスを一般に公開した。2013年9月、企業は楽天に2億ドルで買収されたと報じられた。

## サービス
Vikiは、Huluがアメリカ合衆国の市場で行っているのと似た方法でライセンスしたコンテンツを表示する。チャンネルの1つにコンテンツが置かれると、ボランティアのチームがクリエイティブ・コモンズ・ライセンスの下で字幕を付与し、開発された翻訳ソフトを用いて、160言語以上に翻訳される。またVikiは、字幕が付けられたコンテンツをHulu、Netflix、Yahoo!にも配信し、収益を得ている。

## 他企業との連携
2011年9月、VikiはViki On-The-Goという新しいiPhoneアプリを配信した。また同年、サムスンと共同でアンドロイドアプリを開発した。2011年8月には、1400万のユニークユーザーを獲得し、この年の10月には、Greylock Partners、Andreessen Horowitz、BBCワールドワイドから2000万ドルを集めた。
2012年5月、Vikiは、ワーナー・ミュージック・グループ、台湾のSEED Music Group、韓国のLEONと提携し、サイトに数千のミュージック・ビデオが提供されると発表した。同月、BBCワールドワイドは、宣伝等の分野でVikiとの提携を拡大すると発表した。
2012年7月、Vikiは中国のソーシャルネットワーク人人網と非排他的な契約を結び、VikiがVikiZoneと呼ばれるソーシャルネットワークにビデオサイトを提供することになった。これはVikiの持つコンテンツのほんの一部だけであり、無料で提供された。
VikiはBBCワールドワイドの他、Hulu、Netflix、Yahoo!、MSN、NBC、A&E、香港のTVB、韓国のSBS、日本のフジテレビ、ロシアのAmedia等とコンテンツ供給の契約を結んでいる。